# Glenea subclytoides
Glenea subclytoides là một loài bọ cánh cứng trong họ Cerambycidae.